# NS 5700
De serie NS 5700 was een serie tenderlocomotieven van de Nederlandse Spoorwegen (NS) en diens voorganger Hollandsche IJzeren Spoorweg-Maatschappij (HSM).
In navolging op de serie 701-755 werd een tweetal soortgelijke locomotieven voorzien van een oververhitter besteld, die in 1907 door Werkspoor werd geleverd met de nummers 771 en 772. In 1913 werd de serie uitgebreid met de 773-776, eveneens door Werkspoor geleverd. De laatste vier waren iets langer dan de eerste twee.
Bij de samenvoeging van het materieelpark van de HSM en de SS in 1921 kregen de locomotieven van deze serie de NS-nummers 5701-5706. 
Om de kolenvoorraad te verdubbelen werd de kolenbak achter het machinistenhuis in 1932 verhoogd, waardoor de locomotieven ook voor langere diensten geschikt werden. 
De eerste exemplaren werden in 1947 buiten dienst gesteld, de laatsten in 1953. Er is geen exemplaar bewaard gebleven.
| Fabrieksnummer | In dienst | HSM nummer | NS Nummer | Uit dienst | Bijzonderheden |
| -------------- | --------- | ---------- | --------- | ---------- | -------------- |
| 181            | 1907      | 771        | 5701      | 1951       |                |
| 182            | 1907      | 772        | 5702      | 1947       |                |
| 328            | 1913      | 773        | 5703      | 1953       |                |
| 329            | 1913      | 774        | 5704      | 1953       |                |
| 330            | 1913      | 775        | 5705      | 1947       |                |
| 331            | 1913      | 776        | 5706      | 1949       |                |